# Aranzazu
Pour les articles homonymes, voir Arantzazu.
Aranzazu est une municipalité située dans le département de Caldas, en Colombie.